# Manas Ordo

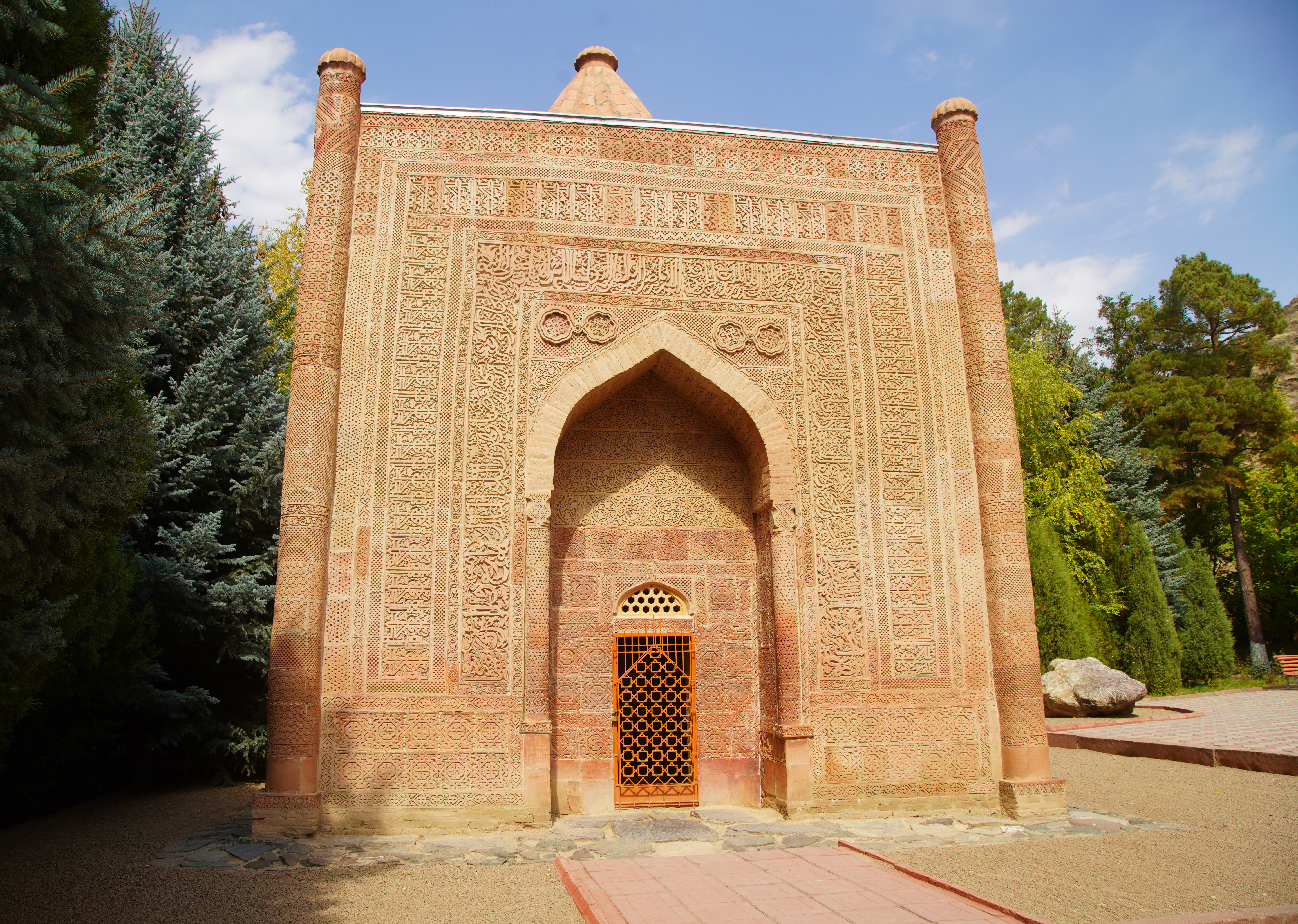
Das Mausoleum des Manas

Manas Ordo ist ein Gedenkkomplex zu Ehren des Nationalhelden Manas, der im gleichnamigen Epos als mutiger Feldherr die Kirgisen verteidigt und vereint. Auf dem Gedenkkomplex im Nordwesten Kirgisistans befindet sich ein Mausoleum, in dem angeblich die sterblichen Überreste des Helden aufbewahrt werden. Diese These ist wissenschaftlich nicht belegt, erklärt aber die Bedeutung der Anlage.

## Lage
Der Gebäudekomplex befindet sich 12 Kilometer östlich der Stadt Talas im Nordwesten des zentralasiatischen Staates Kirgisistan in dem Oblus Talas. Südlich von Manas Ordo fließt der Fluss Talas, dahinter beginnen die Hochgebirge, die im Kirgisischen allgemein als ala-too bekannt sind, im Deutschen lautet die Bezeichnung des Gebirges im Süden der Anlage Kirgisisches Gebirge.

## Anlage
Die Anlage rund um das Mausoleum wurde anlässlich des 1000-jährigen Jubiläums des Epos Manas im Jahr 1995 errichtet. So entstand ein Gedenkkomplex für die Helden der Manas und diejenigen, die die Tradition des Zitierens und Vortragens der Manas pflegen, die sogenannten Akyne.

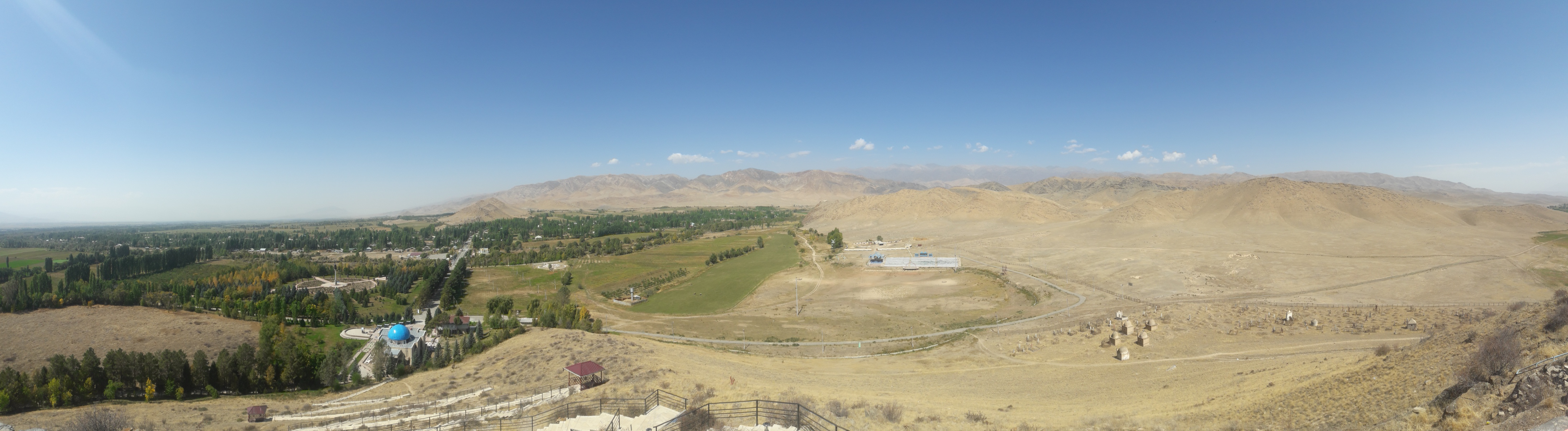
Der Manas-Ordo-Gedenkkomplex

### Mausoleum
Das zentrale Mausoleum stammt aus dem 14. Jahrhundert und hat einen rechteckigen Grundriss. Die vordere Front ist mit einem für Region und Zeit typischen Iwan ausgestattet. Der Bau besteht aus Schmuckziegeln. Das Grab im Inneren des Mausoleums trägt die Aufschrift
„Dies ist das majestätische Mausoleum der virtuosen, reinen, bescheidenen und glorreichsten der Frauen, Kenizek-Khatun, Tochter des Emir Abuka“
Im Grab fanden Wissenschaftler allerdings das Skelett eines zwei Meter großen Mannes, sodass es sich tatsächlich um die Überreste des kirgisischen Nationalhelden Manas handeln könnte. Der Legende nach entstand die irreführende Inschrift auf Anweisung von Manas’ Frau, die dadurch das Grab ihres Mannes vor feindlichen Grabschändern schützen wollte.

### Parkanlage
Zu dem Gedenkkomplex gehört auch eine großzügige Parkanlage. Im Zentrum des Parks befindet sich eine Stele, auf der Manas, gestützt auf seinen Dolch, steht. Um diese Stele herum befinden sich Steinfiguren, die Manas’ Unterstützer und Krieger darstellen sollen.

### Museum
Ein Museum auf dem Gelände informiert über die Manas und ihre Geschichte. Hier werden auch berühmte Akyns, die die Tradition der Manas bis heute fortführen, porträtiert. Außerdem sind bekannte Szenen der Manas in Form von Dioramen dargestellt.